# Vuelo 251 de Petropavlovsk-Kamchatsky Air Enterprise (2012)
El vuelo 251 de Petropavlovsk-Kamchatsky Air Enterprise fue un accidente ocurrido el 12 de septiembre de 2012 en un avión que realizaba un vuelo regular de pasajeros desde el Aeropuerto de Petropavlovsk-Kamchatsky al Aeropuerto de Palana, que durante un procedimiento de aterrizaje de emergencia en Palana, se estrelló a unos diez kilómetros del aeropuerto, en el Monte Pyatibratka.

## Aeronave

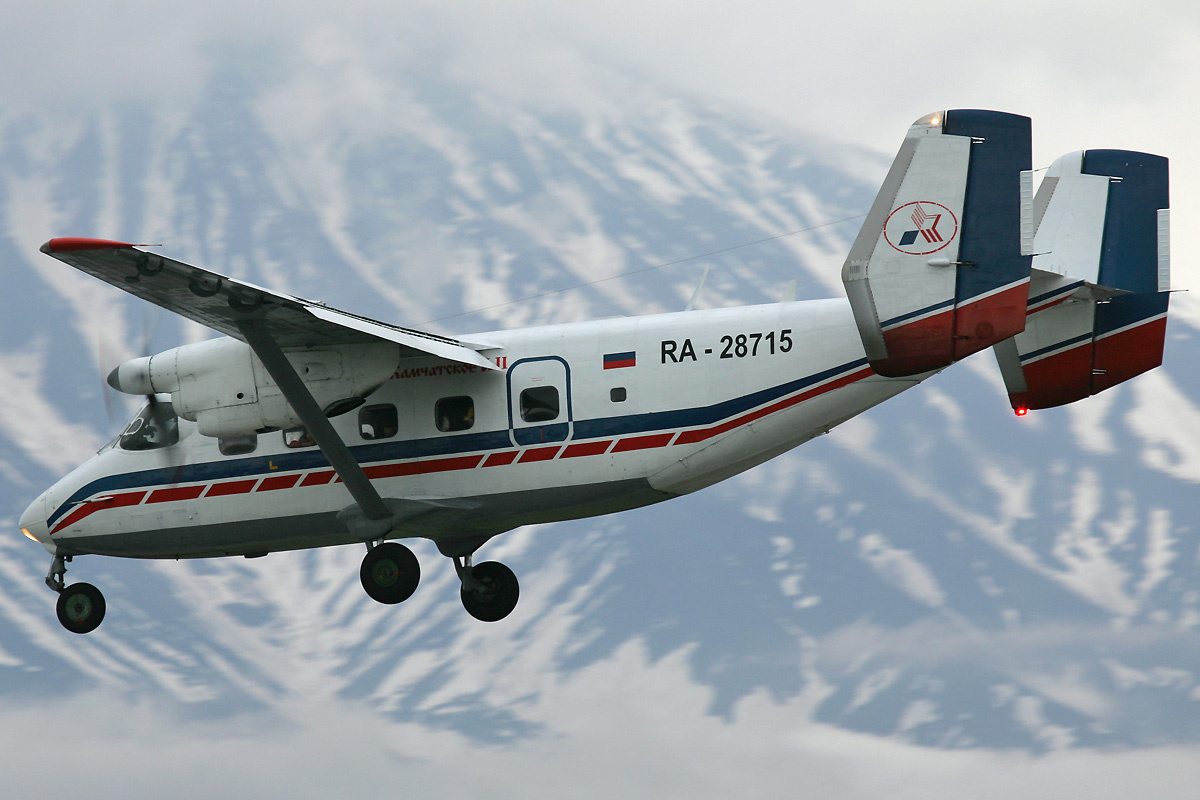
El Antonov An-28 accidentado.

El avión era un turbohélice bimotor civil Antonov 28, en vuelo regular de la transportista aérea rusa Petropavlovsk-Kamchatsky Air Enterprise, con registro RA-28715.
Fue producida por la planta de aeronaves ucraniana Antonov en la Unión Soviética como Antonov An-28 y estaba en servicio desde 1989, es decir, durante 23 años.

## Pasajeros y tripulantes
El avión transportaba a doce pasajeros y dos tripulantes, desde Petropavlovsk-Kamchatsky, a la población de Palana en el oeste del país, dentro de la península de Kamchatka, en vuelo regular de pasajeros.
En el accidente murieron los dos pilotos y ocho de los doce pasajeros, resultando los cuatro pasajeros restantes, heridos de diversa consideración.

## Accidente
El Antonov An-28 despegó desde el Aeropuerto de Petropavlovsk-Kamchatsky sin contratiempos en vuelo regular de pasajeros a Palana en Rusia. A las 12:48, hora local, mientras ejecutaba un procedimiento de aterrizaje de emergencia en el aeropuerto de Palana, se perdió el contacto con el avión. Los restos del avión fueron descubiertos por un helicóptero Mi-8 a 10 kilómetros del aeropuerto, a una altitud de 900 metros.

## Investigación
Se determinó que la causa del accidente fue vuelo controlado contra el terreno. Una investigación del Comité Interestatal de Aviación reveló que ambos pilotos estaban intoxicados por alcohol y que el avión estaba «muy desviado». El informe final identificó como factores contribuyentes un bajo nivel de disciplina de la tripulación y una supervisión inadecuada por parte de la aerolínea, la inacción de la tripulación después de la alarma del altímetro para baja altitud y la falta de un sistema de alerta de proximidad al suelo en la aeronave.